# Роберто Тріульці
Роберто Тріульці (італ. Roberto Triulzi; 3 червня 1965, м. Самедан, Швейцарія) — швейцарський хокеїст, правий нападник. 
Виступав за ХК «Лугано», СК «Берн», ХК «Біль».
У чемпіонатах Швейцарії (NLA) — 496 матчів (144+185).
У складі національної збірної Швейцарії учасник чемпіонатів світу 1990 (група B), 1991, 1992, 1993, 1994 (група B) і 1995. 
Досягнення
- Чемпіон Швейцарії (1986, 1987, 1989, 1991, 1992, 1997).